# Marjorie de Sousa
Marjorie Lissette de Sousa Rivas (Caracas, 23 de abril de 1980) es una actriz, modelo y cantante venezolana. Fue candidata del concurso de belleza Miss Venezuela de 1999. Inició su carrera como actriz en 2000, desde entonces ha sido reconocida por sus papeles en telenovelas como Gata salvaje, Pecadora, Sacrificio de mujer, Amores verdaderos, La desalmada, entre otras.

## Carrera

### 1999-2009: Primeros años y papeles en telenovelas
Marjorie Lissette de Sousa Rivas nació en Caracas, Venezuela. Es de ascendencia portuguesa, española y francesa. A los 12 años de edad comenzó su carrera haciendo comerciales para la televisión y trabajando como modelo. En 1999, entró al concurso de belleza Miss Venezuela en manos del diseñador venezolano Giovanni Scutaro.
En 2000, trabajó en su primera telenovela, Amantes de luna llena, producida y transmitida por el canal de televisión Venevisión. En 2001, coprotagonizó la exitosa telenovela Guerra de mujeres, interpretando el papel de Carolina Bonilla, uno de los más populares en la trama. En 2002, salió de Venezuela para trabajar en la telenovela Gata salvaje, una coproducción de Venevisión y el canal hispanoamericano Univision. En esta telenovela internacionalmente aclamada, interpretaba a Camelia Valente, villana con la cual logró su proyección internacional. En 2003, apareció en la telenovela Rebeca, de la cadena de televisión Univision, donde interpretó a Gisela Gidalva. Al final de esa producción, comenzó a trabajar en la telenovela mexicana Mariana de la noche, producida por Televisa; interpretando el papel de Carol Montero, siendo la antagonista de la trama.
En 2005, protagonizó la telenovela Ser bonita no basta, producida y transmitida por el canal de televisión venezolano RCTV. Un año después, protagonizó otra telenovela producida por RCTV, titulada Y los declaro marido y mujer, una producción con temática playera grabada en la Isla de Margarita de Venezuela. En 2008, participó en la telenovela Amor comprado, producida por Venevisión, en donde interpretó a Margot Salinas, la villana de la historia. Marjorie también participó en las películas Soltera y sin Compromiso (2006) y Duelo de Pasarelas (2008). En 2009, grabó un disco que incluye doce temas del género pop, entre ellos las canciones «Tu forma de amar», «Encadenada» y «La misma que te enamoró».

### 2010-presente: Protagonismo y éxito comercial
En 2010, se convierte en la antagonista de la telenovela Pecadora, en la que compartió créditos con Eduardo Capetillo y Litzy. En esa producción también comenzó a descubrir sus dotes como cantante, interpretando el tema musical de su personaje y el de la protagonista. En 2011, grabó Sacrificio de mujer, junto a Luis José Santander y bajo la dirección de Adriana Barraza. Ese mismo año, protagonizó el video de la canción «Poquito a poquito» de Henry Santos, antiguo miembro de la agrupación estadounidense de bachata Aventura.
En 2012, hizo una participación especial en Corazón apasionado, junto a Guy Ecker y Marlene Favela. Además, hizo su debut teatral en la obra de renombre mundial Toc Toc, recibiendo las mejores críticas de la industria después de su interpretación única y original como Lili. Ese mismo año, recibió el premio Miami Life Award a la mejor protagonista femenina, por su extraordinaria actuación en Sacrificio de mujer, y regresó a Televisa de la mano del productor Nicandro Díaz González, en la telenovela Amores verdaderos como antagonista de la historia. Debido al éxito de su papel en la telenovela, ganó el premio TVyNovelas (México) a la mejor villana. En 2013, se unió al elenco de la obra teatral Perfume de gardenia, producida por Omar Suárez. De Sousa también participó en la cuarta temporada del reality show Mira quién baila, y quedó en tercer lugar.
En 2014, obtuvo su primer papel protagónico en una telenovela de Televisa, titulada Hasta el fin del mundo, producción que comenzó protagonizando junto a Pedro Fernández, pero este abandonó el proyecto debido a supuestos problemas con De Sousa, por lo que David Zepeda tomó el lugar de Fernández. En 2016, participó en la telenovela Sueño de amor del productor mexicano Juan Osorio, en la que solo apareció como estrella invitada. En 2017, firmó un contrato exclusivo con la cadena de televisión Telemundo, con el que realizó la telenovela Al otro lado del muro, junto a Litzy. En 2019, participa en la telenovela Un poquito tuyo, de la cadena de televisión Imagen Televisión. En 2020, De Sousa participó en la segunda temporada del reality show ¿Quién es la máscara? como Banana. En 2021, trabajó en la telenovela La desalmada. En 2022, apareció como invitada en los programas de televisión Celebrando a la Virgen de Guadalupe y La casa de los famosos. En 2023, es invitada a la serie de comedia Bola de locos.

## Vida personal
Marjorie contrajo matrimonio en 2004 con el actor venezolano Ricardo Álamo, divorciándose dos años después. En enero de 2017, dio a luz a su primer hijo, Matías Gregorio Gil de Souza, procreado junto al empresario y actor argentino Julián Gil, con quien mantuvo una relación intermitente desde 2006 hasta 2017. Sostuvieron una dura y mediática batalla legal por la custodia y manutención del hijo de ambos. De Sousa actualmente reside en la Ciudad de México, y desde 2020 comenzó una relación sentimental con el empresario mexicano Vicente Uribe.

## Filmografía
| Año  | Título                              | Papel             | Notas        |
| ---- | ----------------------------------- | ----------------- | ------------ |
| 2006 | Soltera y sin compromiso            | Julia Maldonado   |              |
| 2008 | Duelos de pasarelas                 | Natalia Ríos      |              |
| 2017 | Juan Apóstol, el más amado          | María Magdalena   |              |
| 2018 | Lo más sencillo es complicarlo todo | Susana            |              |
| 2023 | Novios por Navidad                  | Valeria Santacruz | Cortometraje |
| 2024 | Mi perfecto ex                      | Cata              |              |

| Año       | Título                       | Papel               | Notas     |
| --------- | ---------------------------- | ------------------- | --------- |
| 2000      | Toda mujer                   | América             |           |
| 2000–2001 | Amantes de luna llena        | Mayra Robledo       |           |
| 2001–2002 | Guerra de mujeres            | Carolina Bonilla    |           |
| 2002–2003 | Gata salvaje                 | Camelia Valente     |           |
| 2003      | Rebeca                       | Gisela Gidalva      |           |
| 2003–2004 | Mariana de la noche          | Carol Montero       |           |
| 2005      | Ser bonita no basta          | Coral Torres        |           |
| 2006–2007 | Y los declaro marido y mujer | Saoia Mujica        |           |
| 2007      | Isla Paraíso                 | Maite               | Miniserie |
| 2008      | Amor comprado                | Margot Salinas      |           |
| 2008–2009 | ¿Vieja yo?                   | Estefanía Urrutia   |           |
| 2010      | Pecadora                     | Samantha Sabater    |           |
| 2011      | Sacrificio de mujer          | Clemencia Astudillo |           |
| 2012      | Corazón apasionado           | Leticia Bracamontes |           |
| 2012–2013 | Amores verdaderos            | Kendra Ferreti      |           |
| 2014–2015 | Hasta el fin del mundo       | Sofía Ripoll        |           |
| 2016      | Sueño de amor                | Cristina Vélez      |           |
| 2017      | Mi marido tiene familia      | Ella misma          |           |
| 2018      | Al otro lado del muro        | Sofía Villavicencio |           |
| 2018      | Descontrol                   | Ariadna Morelos     |           |
| 2019      | Un poquito tuyo              | Julieta Vargas      |           |
| 2021      | La desalmada                 | Julia Torreblanca   |           |
| 2022–2023 | Amores que engañan           | Diversos papeles    |           |
| 2023–2024 | Golpe de suerte              | Eva Montana         |           |
| 2024      | El Conde: amor y honor       | Cayetana Carrá      |           |

| Año  | Título                                      | Papel            | Lugar          |
| ---- | ------------------------------------------- | ---------------- | -------------- |
| 2009 | Orinoco                                     | —                | —              |
| 2012 | Toc Toc                                     | Lili             | Varios lugares |
| 2013 | Perfume de gardenia                         | Gardenia Peralta | Varios lugares |
| 2015 | Hasta el fin del mundo... Cantaré           | Sofía Ripoll     | Varios lugares |
| 2016 | ¿Por qué los hombres aman a las cabronas?   | Dulce            | Varios lugares |
| 2018 | El matrimonio perjudica seriamente la salud | Julia            | Varios lugares |

| Año  | Título              | Artista      | Álbum                    |
| ---- | ------------------- | ------------ | ------------------------ |
| 2011 | «Poquito a poquito» | Henry Santos | Introducing Henry Santos |

## Discografía
| Año  | Título                     | Posiciones | Álbum               |
| ---- | -------------------------- | ---------- | ------------------- |
| 2019 | «Un poquito tuya»          | —          | Sencillos sin álbum |
| 2020 | «Morenito de mi amor»      | —          | Sencillos sin álbum |
| 2021 | «Ni diabla ni santa»       | —          | Sencillos sin álbum |
| 2022 | «La alegría de la Navidad» | —          | Sencillos sin álbum |

## Premios y nominaciones
| Año  | Premio                      | Resultado | Categoría                    | Trabajo                      |
| ---- | --------------------------- | --------- | ---------------------------- | ---------------------------- |
| 2007 | Premios 2 de Oro            | Nominada  | Actriz del año               | Y los declaro marido y mujer |
| 2012 | Miami Life Awards           | Ganadora  | Protagonista femenina        | Sacrificio de mujer          |
| 2013 | Premios Juventud            | Nominada  | Chica que me quita el sueño  | Amores verdaderos            |
| 2013 | Premios People en Español   | Nominada  | Mejor villana                | Amores verdaderos            |
| 2014 | Premios Bravo               | Ganadora  | Villana más destacada        | Amores verdaderos            |
| 2014 | Premios People en Español   | Nominada  | Mejor actriz                 | Hasta el fin del mundo       |
| 2014 | Premios People en Español   | Nominada  | Mejor química en la pantalla | Hasta el fin del mundo       |
| 2014 | Premios TVyNovelas (México) | Ganadora  | Mejor actriz antagónica      | Amores verdaderos            |
| 2014 | Premios TVyNovelas (México) | Ganadora  | Villana favorita             | Amores verdaderos            |
| 2014 | Premios TVyNovelas (México) | Nominada  | La más guapa                 | Amores verdaderos            |
| 2015 | Premios Juventud            | Nominada  | Mi protagonista favorita     | Hasta el fin del mundo       |
| 2016 | Premios Juventud            | Nominada  | Mi protagonista favorita     | Hasta el fin del mundo       |
| 2019 | Soap Awards (Francia)       | Nominada  | Mejor actriz internacional   | Al otro lado del muro        |